# 몬트리올 로열스
몬트리올 로열스(Montreal Royals)는 캐나다 퀘벡주 몬트리올을 연고지로 했던 마이너 리그 베이스볼 팀이다. 1897년부터 1917년까지, 1928년부터 1960년까지 인터내셔널 리그에 참가했으며, 1939년부터 브루클린 다저스 팜 시스템의 최상위 구단으로 존재했다. 1946년에 아프리카계 미국인 출신 선수 재키 로빈슨이 몸담았던 팀으로, 그해의 로열스 구단은 역대 가장 위대한 마이너 리그 팀 100에도 선정되었다.

## 역대 주요 선수
- 스파키 앤더슨 – 명예의 전당 입성자
- 조 알토벨리 – 월드 시리즈 우승 감독
- 로이 캄파넬라 – 명예의 전당 입성자
- 알 캄파니스 – 메이저 리그 스카우트 및 단장
- 로베르토 클레멘테 – 명예의 전당 입성자
- 척 코너스 – 메이저 리그 1루수
- 톰 데이비스 – 메이저 리그 외야수
- 돈 드라이즈데일 – 명예의 전당 입성자
- 칼 어스킨 – 메이저 리그 투수
- 조지 깁슨 – 메이저 리그 포수 및 감독
- 짐 길리엄 – 메이저 리그 내야수
- 알 지온프리도 – 메이저 리그 외야수
- 칼 푸릴로 – 메이저 리그 외야수[4]
- 웨이트 호이트 – 명예의 전당 입성자
- 샘 제스로 – 니그로 리그 및 메이저 리그 중견수
- 토미 라소다 – 명예의 전당 입성자
- 밴 링글 멍고 – 메이저 리그 투수
- 샘 내헴 – 메이저 리그 투수
- 돈 뉴컴 – 메이저 리그 투수
- 조니 포드리스 – 메이저 리그 투수
- 피트 리저 – 메이저 리그 외야수
- 재키 로빈슨 – 명예의 전당 입성자
- 존 로즈보로 – 메이저 리그 포수
- 구디 로즌 – 메이저 리그 올스타 외야수
- 스쿨보이 로 – 메이저 리그 올스타 투수
- 듀크 스나이더 – 명예의 전당 입성자
- 조지 슈바 - 메이저 리그 외야수
- 버키 월터스 – 메이저 리그 투수
- 딕 윌리엄스 – 메이저 리그 외야수 및 월드 시리즈 우승 감독